# Black Box (2023)

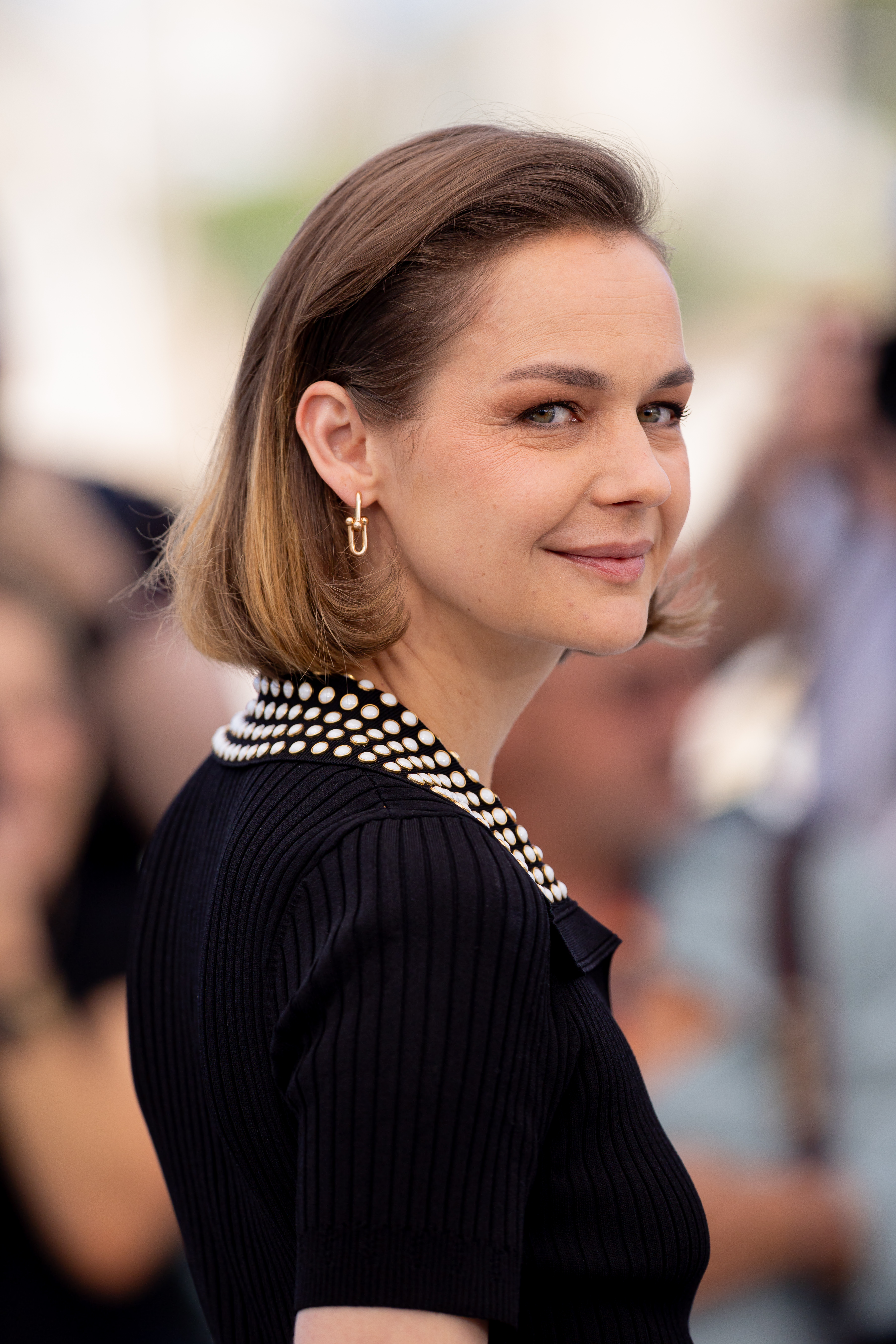
Luise Heyer spielt Henrike (Foto von 2025)

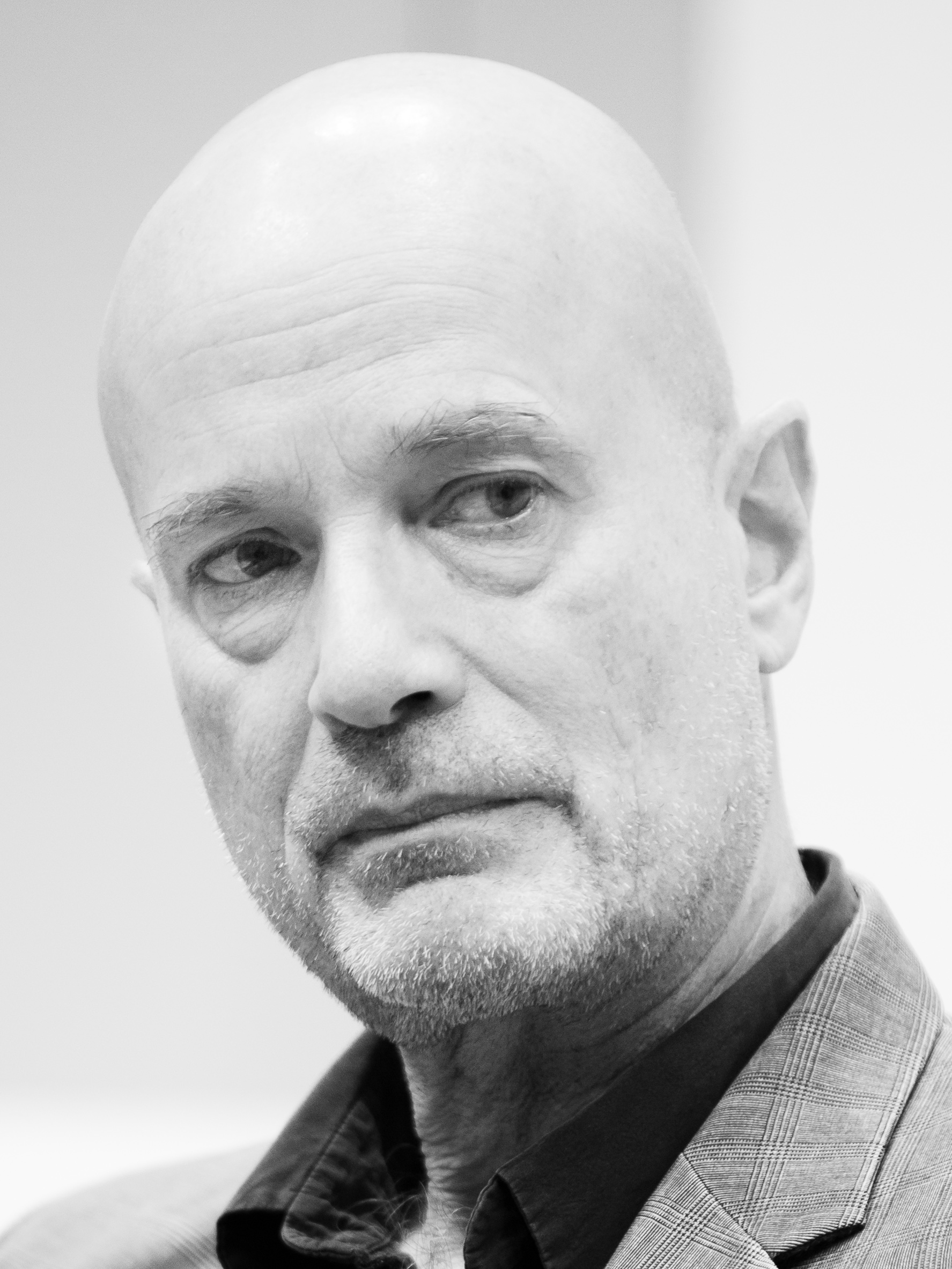
Christian Berkel spielt Erik (Foto von 2018)

Black Box ist ein deutscher Film von Aslı Özge aus dem Jahr 2023. Er wurde am 24. Juni 2023 auf dem Filmfest München uraufgeführt und kam am  10. August 2023 in die deutschen Kinos. Erstmals im Fernsehen wurde der Film am 13. Februar 2025 bei 3sat gezeigt.

## Handlung
In einem Berliner Altbauwohnblock mit den unterschiedlichsten Bewohnern ist die Lage angespannt. Die Aktivitäten des neuen Hausverwalters Horn, der sich einen verglasten Bürocontainer in den Hinterhof stellen lässt, werden kritisch beäugt, zumal die Zukunft des Blocks mit all ihren Wohnungen unklar ist. Horn hätte gern die Kontrolle über die Wohnungen, die seiner Firma noch nicht gehören. Da die Mülltonnen dem Bürocontainer weichen müssen und nun unter die Fenster von Lehrer Erik versetzt werden, ist weiterer Ärger vorprogrammiert. Erik macht sich stark gegen den Eindringling in seinen Block und versucht mit dem Sammeln von Unterschriften etwas gegen die Provokationen zu erreichen. Einige sehen es wie er und möchten Horn schnell wieder loswerden. Andere hingegen versuchen, sich mit Horn zu arrangieren, auch in der Hoffnung, damit die liebgewonnenen Wohnungen mit Vorzugsrecht kaufen zu können.
Als dann eines Morgens der Hof von der Polizei abgeriegelt wird und die Bewohner diesen und ihre Wohnungen aufgrund einer polizeilichen Ermittlung nicht mehr verlassen dürfen, spitzt sich die Lage zu. Die arbeitslose Henrike Koch wollte gerade zu einem lang ersehnten Vorstellungsgespräch, zu dem sie jetzt nicht gehen kann. Nur einer dialysepflichtigen Frau wird es gestattet, den Hof zu verlassen. In der Enge kommt es zu Konflikten zwischen den Bewohnern. So gehen Karsten und Frau Karin auf die Ideen von Horn ein, obwohl sie zuvor noch auf Eriks Seite standen. Die finanziellen Probleme von Henrike und Mann David, der das Ersparte an der Börse vermehren möchte, werden zum Thema zwischen beiden. Aus einer kleinen Bäckerei mit Café, die der junge Elias betreibt, soll laut Horns Plänen wohl eine Galerie werden. Der aus Dagestan stammende Ismail ist wegen des Polizeiaufgebots sichtlich beunruhigt und versucht später, Transparente einer Demo vom Vortag zu vernichten.
Auf dem Dachboden findet die Polizei einen Toten. Henrike hatte diesem am Morgen noch Feuer gegeben. Aufgrund ihrer Beobachtungen und weiterer Indizien gerät Ismail in den Fokus der Ermittlungen wegen möglicher terroristischer Aktivitäten. Die Polizei nimmt ihn sowie die auch im Haus wohnende Libanesin „Madonna“ zügig fest und führt beide ab. Erik versammelt die anderen wegen eines eingestürzten Pfeilers im Keller und weist auf andere merkwürdige Beobachtungen hin. Erik betont erneut, man dürfe sich nicht alles gefallen lassen. Es kommt zu hitzigen Diskussionen um Renovierungen, mögliche Auszüge und entsprechende Verkäufe. Horn wirft den anderen die Unterschriftenaktion als ein Gegeneinander-Aufbringen vor. Die Lage eskaliert schließlich, als Karsten Erik anspringt und ihm ein Stück vom Ohr abbeißt, woraufhin Erik zusammenbricht.
Henrike kommt zur Gruppe zurück, nachdem es gelungen war, das Bewerbungsgespräch per Video-Call durchzuführen. Als sie sich entscheidet, Erik im Krankenwagen zu begleiten, kommt es zu einem Streit mit Daniel. Beim Betreten des Krankenwagens sieht Henrike, dass der Ausnahmezustand vorbei ist. Auf der Fahrt ins Krankenhaus muss Erik wiederbelebt werden, während sie sie eine von der Polizei gesperrte Brücke erreichen. Dann endet der Film.

## Produktion
Der Film wurde in der Zeit vom 13. September bis zum 28. Oktober 2021 in Berlin gedreht.

## Rezeption

### Kritik
Das Lexikon des internationalen Films gibt dem Film 2 von 5 Sternen. Der multiperspektivisch aufgebaute Film diagnostiziere „[i]n Form einer Versuchsanordnung [...] ein soziales Klima, das von Entsolidarisierung, Spaltung und Rassismus geprägt ist. Die Hausgemeinschaft erscheint dabei als Mikrokosmos der Gesellschaft. Da jedoch der gesellschaftliche Befund von vornherein feststeht, gerät dem Film die Beweisführung recht durchsichtig“.
Oliver Armknecht vergibt für den Film in seiner Besprechung auf film-rezensionen.de insgesamt 8 von 10 Punkten.